# Pterofiltrus
Pterofiltrus is een geslacht van uitgestorven pterosauriërs, behorend tot de groep van de Pterodactyloidea, dat leefde tijdens het Vroeg-Krijt in het gebied van het huidige China.

## Vondst en naamgeving
De soort Pterofiltrus qiui werd in 2011 benoemd en beschreven door Jang Shunxing en Wang Xiaolin. De geslachtsnaam verbindt een Oudgrieks πτερόν, pteron, 'vleugel', met een middeleeuws Latijn filtrum, 'vilt' of 'filter', een verwijzing naar de filterende functie van de tanden. De soortaanduiding eert de Chinese paleontoloog professor Qiu Zhanxiang. In de samenvatting van het beschrijvende artikel werd per abuis de vorm 'Pterofiltus' gebruikt; dit geldt als een lapsus calami.
Het holotype IVPP V12339 is begin eenentwintigste eeuw bij Zhangjiagou in Liaoning gevonden in de Jianshangoulagen van de onderste Yixianformatie die dateren uit het vroege Aptien, ongeveer 125 miljoen jaar oud. Het bestaat uit een gedeeltelijk skelet op een enkele plaat. Slechts de niet geheel in verband liggende schedel, de onderkaken, twee takken van een tongbeen en de eerste twee halswervels zijn bewaard gebleven.

## Beschrijving
Pterofiltrus is een vrij kleine pterosauriër. De schedel heeft een geschatte lengte van 208 millimeter wat duidt op een vleugelspanwijdte van ruwweg anderhalve meter.
De beschrijvers wisten vijf onderscheidende kenmerken vast te stellen. Het aantal tanden in alle boven- en onderkaken samen bedraagt ongeveer 112. De tandrijen beslaan met 55,8% meer dan de helft van de schedellengte. De voorste tanden verschillen in grootte. De samengroeiing van de onderkaken vooraan beslaat met 58% meer dan de helft van de mandibula. Deze symfyse heeft in het midden van de onderkant een trog. De laatste twee kenmerken zijn autapomorfieën, eigenschappen die uniek zijn voor de soort.
De schedel, zoals gereconstrueerd, is extreem langwerpig. Vanaf het afgeronde achterhoofd loopt de kop in een licht hol bovenprofiel geleidelijk af naar de lange lage snuit. De onderkaken zijn overeenkomstig laag, plat, en langgerekt. In de snuit loopt het praemaxilla-maxilla-complex ver naar achteren door, tot achter de fenestra nasoantorbitalis die een beperkt deel van de schedellengte uitmaakt. Het draagt geen benige kam. Ook de naadloos vergroeide voorhoofdsbeenderen dragen geen kam, evenmin als de versmolten wandbeenderen. Het jukbeen is driestralig met een dunne voorste tak. Achteraan is het vergroeid met een V-vormig quadratojugale.
De onderkaak heeft een lengte van 174 millimeter en is vooraan niet verbreed. De samengroeiing van beide onderkaken heeft onderop een middentrog met een lengte van 26% van de onderkaak en een diepte van een halve centimeter.
De tanden zijn gelijkmatig geplaatst, vijftien per vierenveertig millimeter, in lange in elkaar grijpende rijen en worden naar voren toe gemiddeld steeds langer totdat ze bij een gesloten bek ver buiten de bovenkant en onderkant van de kop uitsteken. De lengte kan echter variëren van tand op tand. Ze zijn dun, kegelvormig en puntig. De achterste zijn echter iets driehoekig in doorsnede. Ze staan iets naar buiten uit en vooraan ook steeds meer naar voren tot ze een hoek maken van 135° met het verticale vlak. In de bovenkaak staan negenentwintig tanden. De tweede en vijfde tand zijn het langst. Het aantal tanden in de onderkaak kan niet exact worden vastgesteld maar is geschat op zevenentwintig. De tanden dienden vermoedelijk om voedsel, bijvoorbeeld kleine kreeftjes, uit het water te filteren.
Van het tongbeen noch van de twee halswervels, de atlas en de draaier, zijn onderscheidende details ontdekt.

## Fylogenie
Pterofiltrus werd door de beschrijvers binnen de ruimere Archaeopterodactyloidea in de Ctenochasmatidae geplaatst. Dit gebeurde puur op grond van de deze groep typerende tandvorm; een exacte kladistische analyse werd niet uitgevoerd.